# San Bartolomé Zoogocho
San Bartolomé Zoogocho là một đô thị thuộc bang Oaxaca, México. Năm 2005, dân số của đô thị này là 381 người.